# 23638 Nagano
23638 Nagano è un asteroide della fascia principale. Scoperto nel 1997, presenta un'orbita caratterizzata da un semiasse maggiore pari a 2,3431252 UA e da un'eccentricità di 0,0734695, inclinata di 5,53312° rispetto all'eclittica.